# Di chi è la mia vita? (film)
Di chi è la mia vita? (Whose Life Is It Anyway?) è un film del 1981 diretto da John Badham.
Il film, presentato fuori concorso al Festival di Berlino 1982, è tratto dall'opera teatrale omonima di Brian Clark.

## Trama
Scultore affermato e scenografo di successo, Ken, vittima di un grave incidente, rimane completamente paralizzato, ridotto a un vegetale. Allontanata bruscamente la sua donna, che continua ad amarlo, querela l'ospedale nel quale è ricoverato e si fa dimettere, condannandosi così a una morte sicura.